# Dunăriță
Dunărița sau dunărința (Sabanejewia bulgarica) este un pește dulcicol reofil bentonic din familia cobitidelor răspândit în cursul de mijloc și inferior al Dunării de la Bratislava până la vărsare și cursul inferior al afluenților ei: Tisa, Sava, Mureș, Bega, Cerna, Argeș, Jiu, Nera, Olt, Siret, Prut. Își duce viața pe fundul nisipos și pietros în râurilor adânci de șes.
Lungimea obișnuită este de 7,5-8,5 cm, maximă 12 cm. Are corpul alungit, înalt și gros, comprimat lateral, acoperit cu solzi foarte mici, imbricați. Capul, relativ mic, este de asemenea comprimat, golaș (lipsit de solzi). Spatele, înaintea înotătoarei dorsale, este arcuit, iar în urma acestei înotătoare prezintă o cută tegumentară, dură, joasă, în lungul pedunculului caudal, mai ales în jumătatea posterioară a acestuia. Pielea este transparentă, permițând să se vadă uneori circulația sângelui și chiar vertebrele. Sub ochi, pe osul prefrontal (etmoidul lateral) se află un țep prefrontal scurt, bifid, ascuțit, mobil. Gura inferioară (subterminală), mică, este înconjurată de buze cărnoase și înzestrată cu 6 mustăți, dintre care patru pe maxila superioară, iar două în colțurile gurii. Lambourile buzei inferioare sunt întregi, ușor ondulate sau cel mult cu 2-3 mameloane, foarte mici. Gura (fălcile și palatul cavității bucale) este lipsita de dinți. Dinții faringieni sunt mici, și așezați într-un singur rând. Ochii sunt mici. Înotătoarele au marginea rotunjită. Fondul general alb, cu reflexe violacee. Pe spate, 5-8 pete brune închis; pe laturi 4-9 pete mari pătrate, distanțate mult între ele. Pe fața dorsală a capului două pete semilunare. Abdomenul alb sau alb-gălbui.
Se hrănește cu diatomee și nevertebrate bentonice mici: insecte și larve de insecte, viermi, crustacee mici și moluște. Depune icre în lunile aprilie-iunie, unele exemplare urcând din Dunăre în râuri mai mici (Cerna, Argeș). Icrele aderă la vegetația acvatică sau alte elemente ale substratului. O femelă depune câteva sute de icre pe sezon.
Importanța economică este nulă. Fiind o specie rară și trăind la adânc, nu poate constitui obiectul unui pescuit.